# Єреміївка (станція)
Єреміївка (до 1902 року — Колонтаївка, Калантаївка, Донцова) — проміжна залізнична станція Одеської дирекції Одеської залізниці.
Розташована у селі Калантаївка Роздільнянської громади Одеської області на лінії Роздільна I — Одеса-Застава I між станціями Роздільна I (20 км) та Карпове (6 км). З іншого боку від станції розташоване село Благодатне.

## Історія
Станцію Колонтаївка було відкрито 1865 року при прокладанні залізниці Одеса — Балта.
На 1896 рік в селищі та на станції Калантаївка (Донцова) Більчанської волості Одеського повіту Херсонської губернії, було 62 двора, в яких мешкало 379 людей (193 чоловіка і 186 жінок).
Сучасна назва — з 1902 року.
У квітні 1938 року станцію було використано (89 вагонів) для виселення родин репресованих із Зельцького та Роздільнянського районів у Казахську РСР.
Електрифіковано станцію у складі лінії Вигода — Роздільна 1984 року.

Вокзал станції Єреміївка
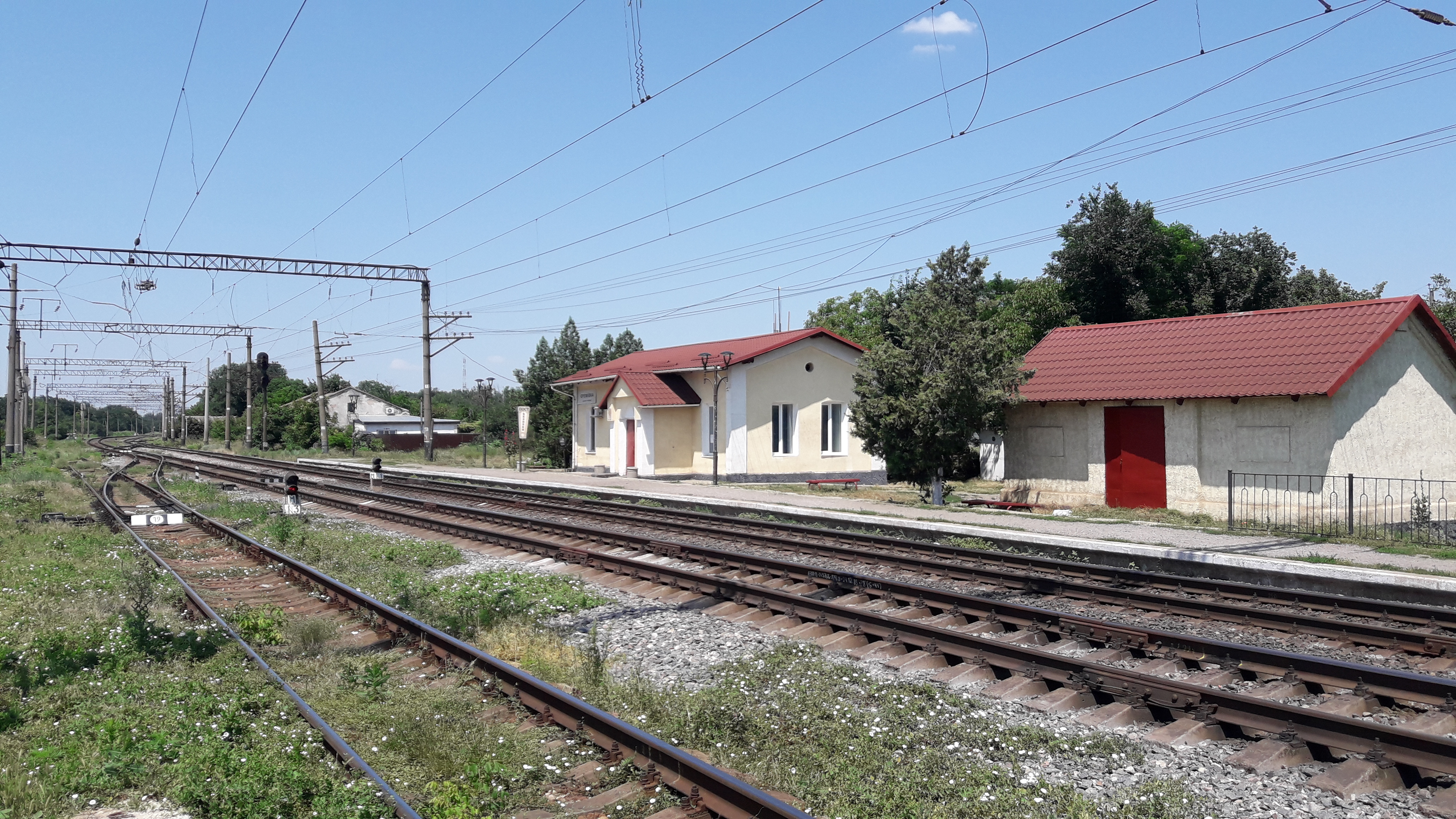
Вигляд у напрямку Роздільної
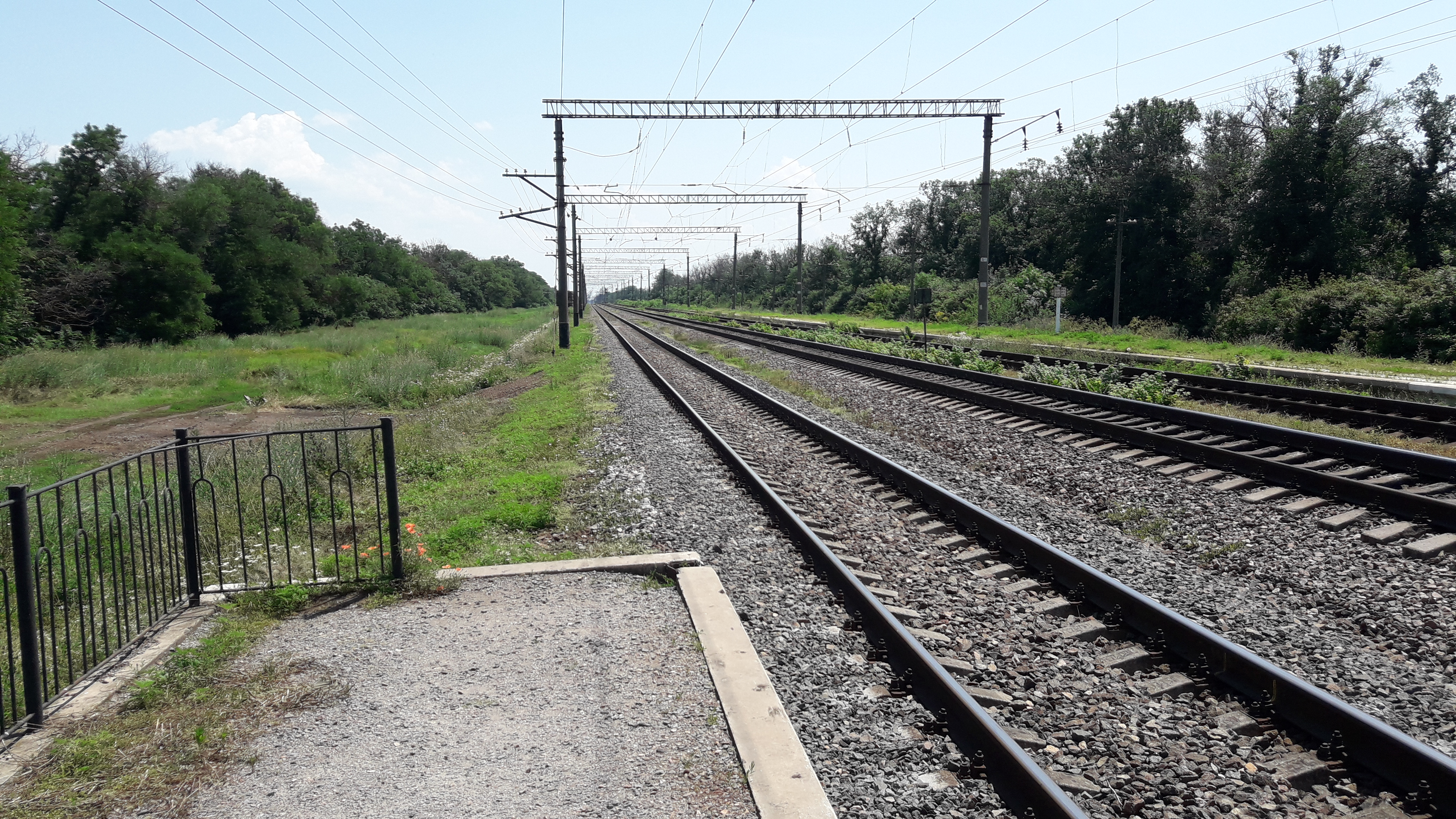
Вигляд у напрямку Карпового
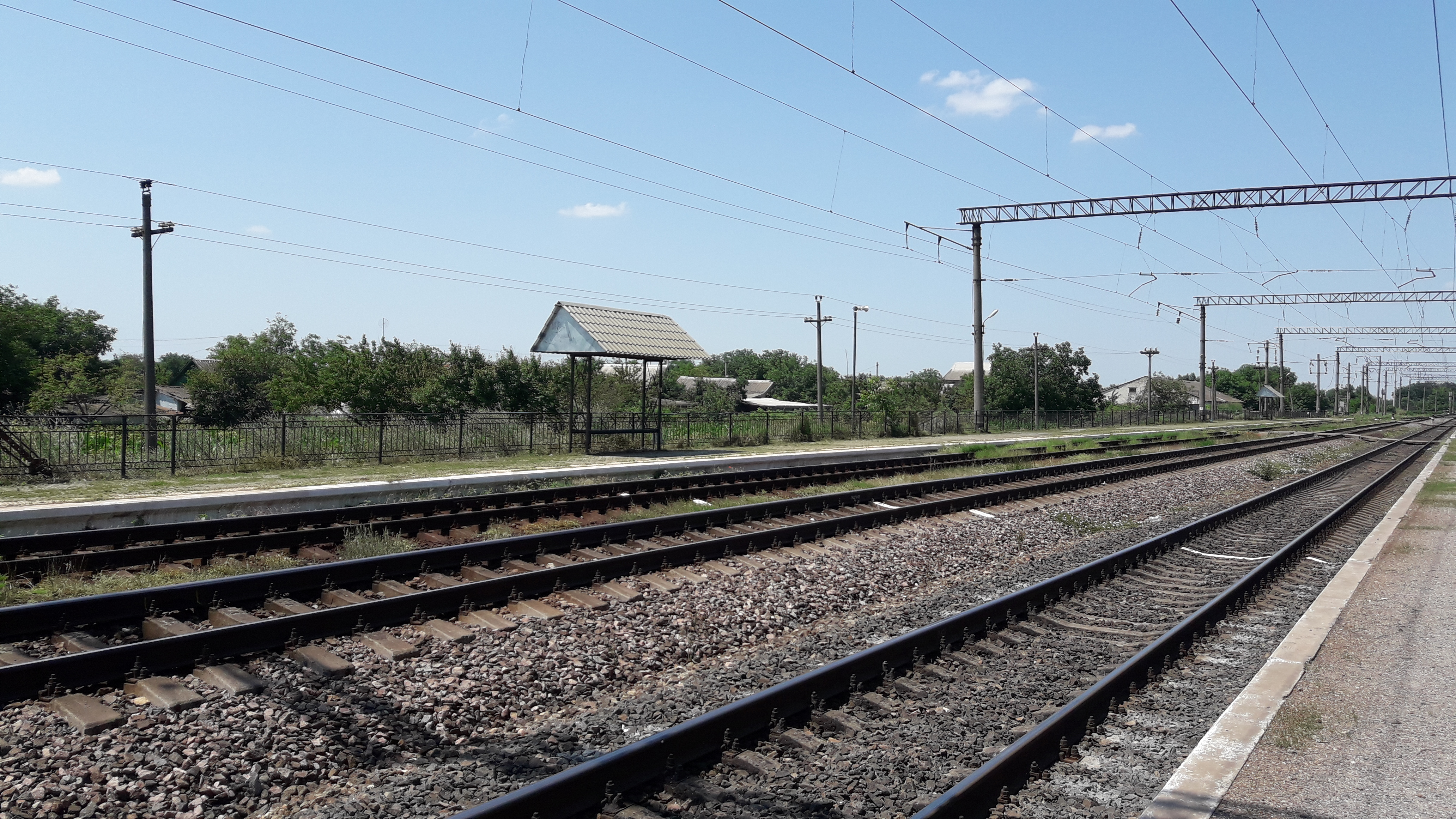
Платформи станції